# Dacznoje (przystanek kolejowy w Petersburgu)
Dacznoje (ros. Дачное) – przystanek kolejowy w miejscowości Petersburg, w Rosji. Położony jest na linii z Dworca Bałtyckiego do Iwangorodu.